# Berliner Platz (Wuppertal)

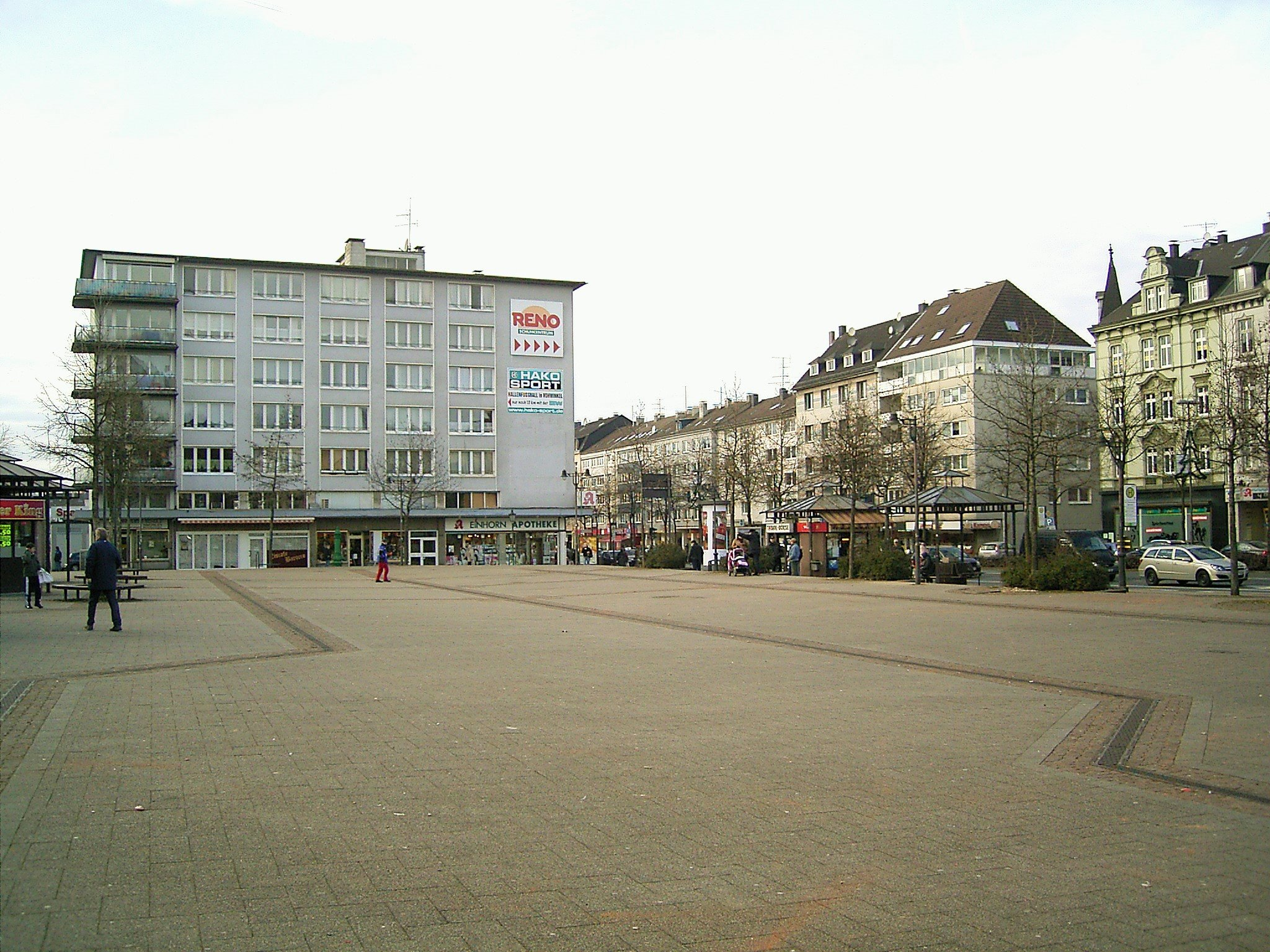
Der Berliner Platz (2002)

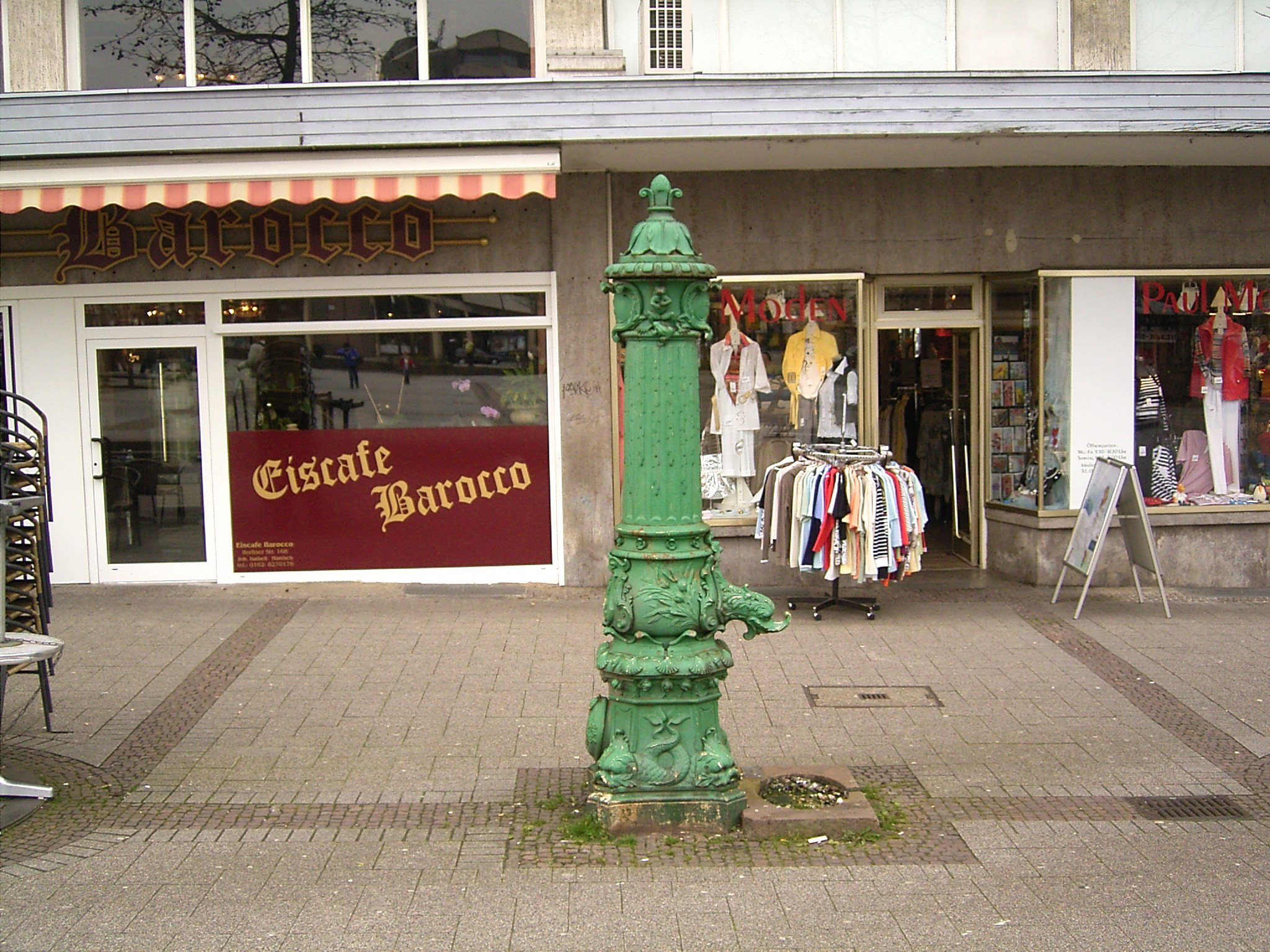
Die Berliner Pumpe

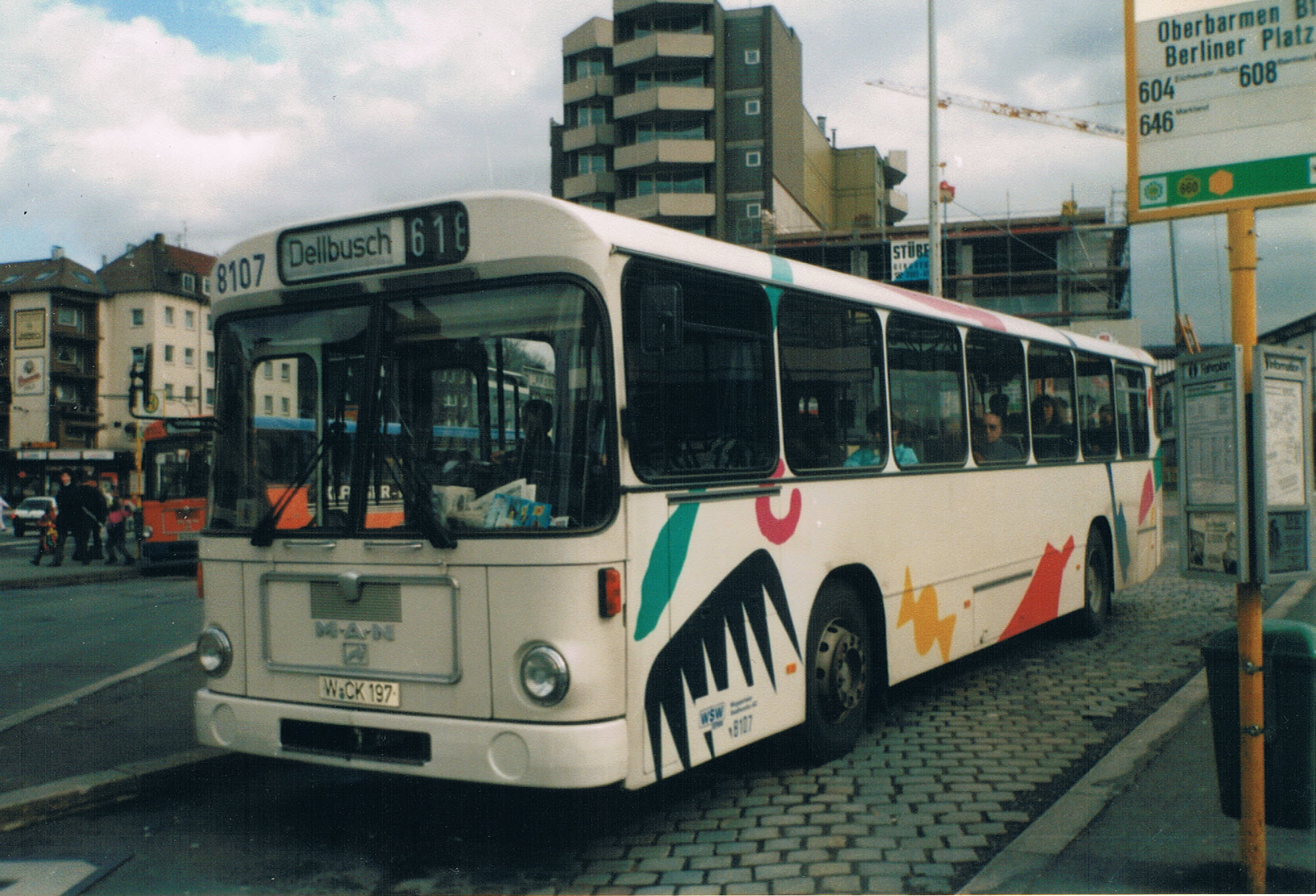
Der Platz zu Zeiten der Nutzung als Busbahnhof

Der Berliner Platz ist ein Marktplatz im Wuppertaler Stadtbezirk Oberbarmen des Stadtteils Barmen. Auf dem Platz werden regelmäßig Wochenmärkte veranstaltet.

## Lage
Der Berliner Platz befindet sich zwischen der Bundesstraße 7, die auf diesem Teilstück als Berliner Straße geführt wird, und dem Fluss Wupper sowie in unmittelbarer Nähe zum Bahnhof Wuppertal-Oberbarmen und der Schwebebahnstation Oberbarmen Bahnhof. Der Platz wird zudem vom Wupper-Zufluss Schwarzbach unterquert.

## Geschichte
1987 wurden im Beisein des Wuppertaler Bürgermeisters Kurt Drees sowie des Bezirksbürgermeisters der Wuppertaler Partnerstadt Berlin-Schöneberg, Rüdiger Jakesch, das westlich des Platzes gelegene Schöneberger Ufer sowie die Berliner Pumpe eingeweiht. Diese ist eine von 2000 erhaltenen Berliner Lauchhammer-Pumpen.
1991 wurden die bis dato auf dem Berliner Platz gelegenen Bushaltestellen auf den Platz südlich der Schwebebahnstation und in unmittelbare Nähe des Bahnhofs verlegt. Im Zuge der Umgestaltung wurde auch der 1970 errichtete Brunnen wieder entfernt. Die neue Freifläche war fortan Fußgängern vorbehalten.
Im 21. Jahrhundert wurde der Platz vor allem durch steigende Straßenkriminalität und als Treffpunkt der Drogenszene bekannt.
Von 2019 bis voraussichtlich 2021 finden am Berliner Platz, vor allem aber in dessen direkter Umgebung (Uferpromenade, Wupperbrücke, Bahnhofsvorplatz) umfangreiche Modernisierungsmaßnahmen statt. Die den Platz betreffenden Maßnahmen umfassen unter anderem den Abriss des Kiosks und Pavillons sowie die Errichtung von Sitzbänken und Außengastronomie.